# Manufacture des tabacs de Toulouse
La manufacture des tabacs est un ensemble d’anciens bâtiments industriels situé à Toulouse (Occitanie) sur l’allée de Brienne dans le quartier des Amidonniers près du Bazacle. D’abord usine de production de dérivés du tabac de 1894 à 1979, elle est actuellement une annexe de l’Université Toulouse-I-Capitole depuis 1996.

## Histoire

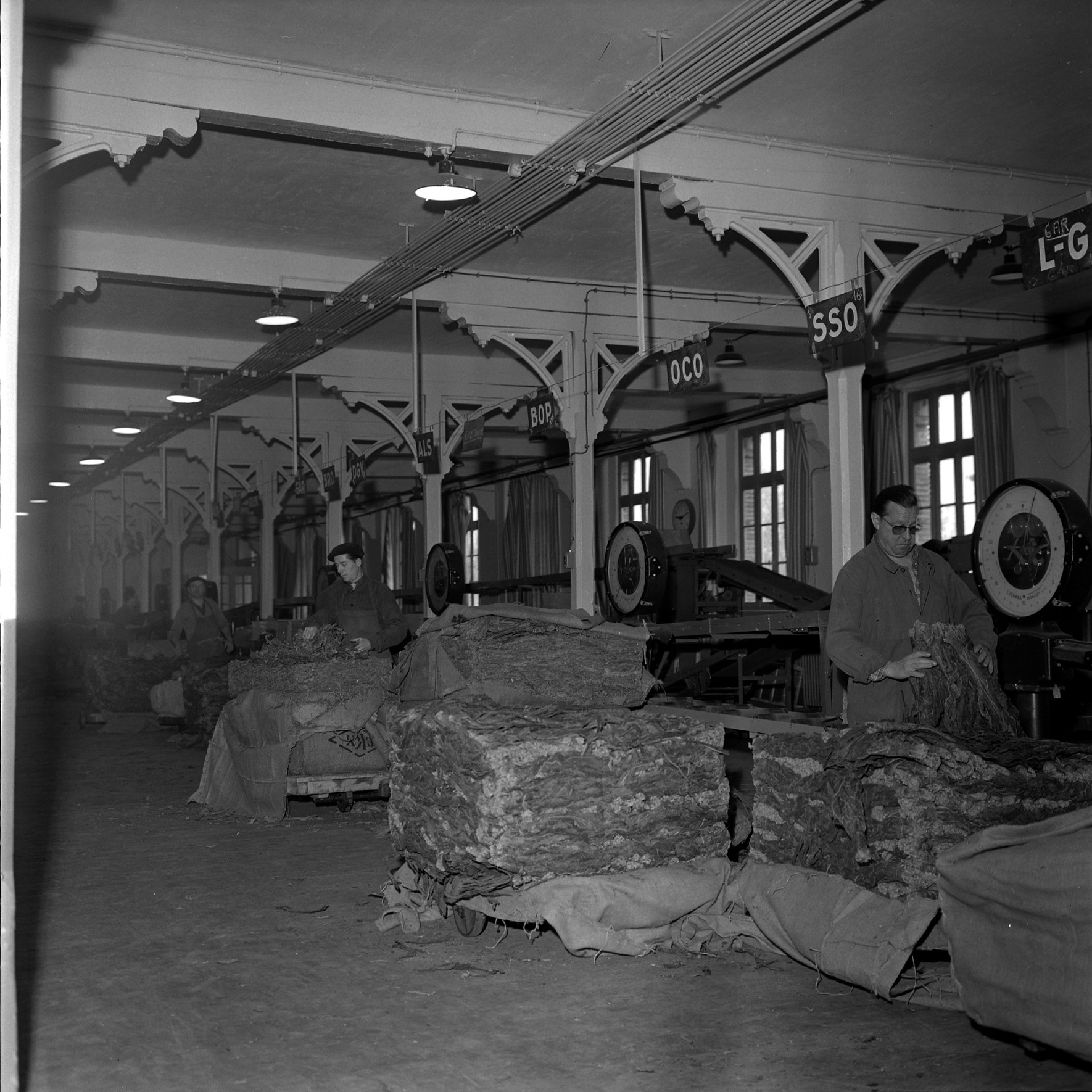
Ouvriers de la Manufacture des Tabacs de Toulouse en 1961.

Au début du XIXe siècle, la seule industrie vraiment développée à Toulouse est celle du tabac, dont la culture s’est implantée dans la région au début du XVIIIe siècle. À la suite du rétablissement du monopole du tabac en 1810 par Napoléon Ier, la ville est choisie pour y installer une manufacture,. Cette première usine est installée dans l’ancien couvent des Bénédictins, place de la Daurade, qui accueille aujourd’hui l’École supérieure des beaux-arts de Toulouse,. Quelques années plus tard, en 1821, un nouveau bâtiment est construit perpendiculairement à la Garonne dans la zone du Bazacle pour bénéficier de l’énergie hydraulique,.
C’est entre 1888 et 1894 que les bâtiments actuels sont construits le long du canal de Brienne,.
La manufacture était le principal employeur de la ville,, jusqu’en 1914 à l’arrivée de l’industrie aéronautique. Elle employait 2 000 personnes, essentiellement des femmes qui y confectionnaient cigares, Ninas et poudres de tabac,. Elle était à cette époque la deuxième manufacture de tabac de France après Paris. La production est dans un premier temps réalisée entièrement manuellement avant d’être mécanisée entre les deux guerres mondiales.
En juin 1979 la production de l’usine est arrêtée. Cette décision est causée par plusieurs facteurs : la chute du nombre d’employés liée à la mécanisation, l’absence de desserte ferroviaire pour le transport des produits, la suppression des douanes entre les pays du Marché commun et les campagnes anti-tabac,. La manufacture conserve cependant une activité administrative jusqu’en 1987, date de sa fermeture définitive,,.
À la suite de cette fermeture, l’avenir des bâtiments est incertain. Il fut d’abord décidé de vendre le terrain à des promoteurs dans le but d’y faire construire de nouveaux bâtiments. L’Association pour la Sauvegarde de la Manufacture des Tabacs est alors constituée pour sauver les bâtiments de la démolition, estimant qu’ils représentent une part importante de l’histoire industrielle et sociale de la ville,. La toiture et les façades sont ainsi inscrites aux monuments historiques le 2 mars 1990 grâce aux actions de l’association,. Durant cette période, les édifices subissent à plusieurs reprises des incendies criminels, sont squattés et vandalisés,.
La ville de Toulouse, propriétaire des lieux, cède les bâtiments au Ministère de l’Éducation nationale qui les affecte à l’Université des Sciences Sociales Toulouse 1,. Dans le cadre du programme « Université 2000 », des travaux de restauration sont entrepris en 1993 et achevés pour la rentrée scolaire de 1996,.
C’est depuis lors une annexe de l’Université Toulouse-Capitole où sont regroupées des salles de cours, amphithéâtres, des laboratoires de recherche et une bibliothèque universitaire,.

## Activités

### La manufacture
Les ouvrières de la manufactures étaient appelées « tabataires », de l’occitan tabataïréss.

#### Production
Les ateliers de fabrication étaient séparés en trois sections qui élaboraient différents produits.

##### Section poudre
Cette première section transformait les feuilles de tabac en chique. Le tabac devait fermenter entre un an et demi et deux ans. Les feuilles étaient arrosées de d’eau salée, hachées, arrosées de nouveau puis fermentées une première fois pendant quelques mois. Le produit résultant était ensuite piloné, fermenté une seconde fois, tamisé et foulé avant d’être finalement débité.

##### Section Scaferlati
Contrairement à la poudre, ce procédé nécessitait d’éviter à tout prix que le tabac fermente. Il était donc mouillé mais immédiatement retourné pour éviter une montée de la température. Il était ensuite haché, torréfié puis séché avant d’être emballé.
Cette section produisit aussi des cigarettes à partir de la fin du XIXe siècle.

##### Section cigares
Cette section employait la majeure partie du personnel de la manufacture, autour de 70 % dans les années 1870, soit plus de 1000 ouvrières.
Les feuilles de tabac étaient d’abord lavées afin de leur faire perdre leur gout acre. Les cigares étaient ensuite confectionnés en deux étapes, roulage et enrobage, puis séchés et emballés.

#### Vie sociale et économique
Tout au long du XIXe siècle, la manufacture employait en majorité des ouvrières de tous âges. Les employées étaient payées en fonction de leur production quotidienne et embauchées à la journée. Les salaires présentaient de grandes disparités entre les différentes tranches d’âge.
Les ouvrières disposaient de quelques privilèges. L’un d’eux était que la moitié des emplois vacants étaient réservés aux filles, brus et femmes des agents techniques et ouvriers de la manufacture. Ceci eu pour effet que la majorité des employés étaient toulousains et impliqua une forte solidarité, notamment lors des grèves.
La journée commençait à 6 h le matin et se terminait à 18 h. Les ouvriers toulousains étaient moins bien payés que ceux des autres manufactures de France, les salaires baissant même tout au long du XIXe siècle .

### L’université
Le lieu a aujourd’hui la double fonction de laboratoire de recherche et de lieu d’enseignement universitaire. Les bâtiments comprennent six amphithéâtres, un gymnase, des salles de cours, une cafétéria et une bibliothèque universitaire (BU Manufacture). En 2021, Sciences-Po Toulouse s'installe enfin dans les locaux de la manufacture des tabacs qui appartient désormais à l'Université Toulouse Capitole

#### Recherche scientifique
Le site héberge l’École doctorale droit et sciences politiques ainsi que sept équipes de recherches :
- le centre de droit des affaires (CDA) ;
- le Laboratoire d’études et de recherches sur l’économie, les politiques et les systèmes sociaux (LERPS-IEP) ;
- l’institut du droit de l'espace, des territoires, de la culture et de la communication (IDETCOM) ;
- l’institut des études juridiques critiques de l’urbanisme, de la construction et de l’environnement (IEJUC) ;
- l’institut fédératif de recherche mutation des normes juridiques (IFR) ;
- l’institut de recherche en droit européen, international et comparé (IRDEIC) ;
- et l’institut de recherche en informatique de Toulouse (IRIT).

En plus de ces équipes de recherche, Sciences-Po Toulouse comporte deux laboratoires :
- Laboratoire des sciences sociales du politique (LaSSP), créé en 2001
- Laboratoire d’étude et de recherche sur l’économie, les politiques et les systèmes sociaux (LEREPS), intégré en 2016

#### Vie étudiante
Cinq associations étudiantes sont présentes sur le site : le bureau des étudiants (BDE TSE), la TSE Junior Entreprise, Say it Aloud, le Bureau des sports (BDS TSE) et TSEconomist.